# Trichastoma
Genre
Synonymes
- Leonardina

Le genre Trichastoma comprend trois espèces d'Akalats, passereaux de la famille des Pellorneidae.

## Liste des espèces
D'après la classification de référence (version 2.6, 2010) du Congrès ornithologique international (ordre phylogénique) :
- Trichastoma rostratum – Akalat à front noir
- Trichastoma celebense – Akalat des Célèbes
- Trichastoma bicolor – Akalat ferrugineux

Autres espèces parfois placées dans le genre Trichastoma
- Pellorneum buettikoferi — Akalat de Sumatra
- Pellorneum pyrrogenys — Akalat de Temminck
- Pellorneum tickelli — Akalat de Tickell